# Комуникационно оборудване
Комуникационното оборудване (също комуникационна техника, телекомуникационно оборудване или телеком оборудване) е хардуер, използван за целите на радио- и телекомуникациите. От началото на 1990-те границата между телеком оборудването и компютърния хардуер започва постепенно да добива все по-неясни очертания и да изчезва в резултат на ръста на интернет и нарастващата му роля при преноса на данни. 

## Видове
Комуникационната техника може да бъде разделена най-общо на следните категории:

### Радио- и телекомуникации

#### Приемо-предавателна техника
- Предавателни устройства
- Приемни устройства
- Базови приемо-предавателни станции

#### Преносни (фидерни) линии
- Симетрични двупроводни линии
- Коаксиални линии
- Лентови и микролентови линии
- Вълноводи
- Абонатни линии (локални контури)

#### Микровълнова техника
- Електромагнитни обемни резонатори
- Отклоняващи устройства
- Антенни превключватели
- Трансформиращи устройства
- Избирателни устройства
- Забавящи устройства

#### Комутационна и мултиплексна техника
- Аналогови превключватели
- Цифрови превключватели
  - Гласови комутатори през IP
  - Виртуална реалност (VR)
- Мултиплексори

### Оптични комуникации

#### Оптични проводни комуникации
- Оптични влакна и кабели
- Пасивни оптични компоненти
- Активни оптични компоненти
- Оптични предаватели и приемници

#### Оптични безжични комуникации
- Оптични комуникации в свободното пространство
- Лазерна комуникация в космоса

### Оборудване на клиентски помещения (CPE)
- Клиентски терминал
- Частни превключватели
- Локални мрежи (LAN)
- Модеми
- Стационарни телефони
- Мобилни телефони
- Телефонни секретари
- Телепринтери
- Факс машини
- Пейджъри
- Рутери
- Безжични устройства

## Производители и продавачи

### Комуникационно оборудване
Най-големите доставчици на комуникационно оборудване в света по приходи през 2017 г. са: 
| Фирми с най-големи приходи от комуникационно оборудване през 2017 г. (млрд. щатски долара) | Фирми с най-големи приходи от комуникационно оборудване през 2017 г. (млрд. щатски долара) | Фирми с най-големи приходи от комуникационно оборудване през 2017 г. (млрд. щатски долара) |
| ------------------------------------------------------------------------------------------ | ------------------------------------------------------------------------------------------ | ------------------------------------------------------------------------------------------ |
| 1                                                                                          | Huawei                                                                                     | 92,550 $                                                                                   |
| 2                                                                                          | Cisco Systems                                                                              | 48,000 $                                                                                   |
| 3                                                                                          | Fujitsu                                                                                    | 38,570 $                                                                                   |
| 4                                                                                          | Nokia (с Alcatel-Lucent)                                                                   | 27,730 $                                                                                   |
| 5                                                                                          | Ericsson                                                                                   | 24,160 $                                                                                   |
| 6                                                                                          | NEC                                                                                        | 23,950 $                                                                                   |
| 7                                                                                          | Qualcomm                                                                                   | 22,290 $                                                                                   |
| 8                                                                                          | ZTE                                                                                        | 16,710 $                                                                                   |
| 9                                                                                          | Corning                                                                                    | 10,120 $                                                                                   |
| 10                                                                                         | Motorola                                                                                   | 6,380 $                                                                                    |
| 11                                                                                         | Juniper Networks                                                                           | 5,030 $                                                                                    |
| 12                                                                                         | Ciena                                                                                      | 2,800 $                                                                                    |

| Най-големите доставчици по държави през 2017 г. (млрд. щатски долара) | Най-големите доставчици по държави през 2017 г. (млрд. щатски долара) | Най-големите доставчици по държави през 2017 г. (млрд. щатски долара) |
| --------------------------------------------------------------------- | --------------------------------------------------------------------- | --------------------------------------------------------------------- |
| 1                                                                     | Китай                                                                 | 109,260 $                                                             |
| 2                                                                     | САЩ                                                                   | 94,620 $                                                              |
| 3                                                                     | Япония                                                                | 62,520 $                                                              |
| 4                                                                     | Финландия                                                             | 27,730 $                                                              |
| 5                                                                     | Швеция                                                                | 24,160 $                                                              |

### Телефони
Най-големите производители на телефони в света, водещи лидери в продажбите на смартфони: 
| Фирми с най-много продажби на телефони за първото тримесечие на 2016 г. (милиона броя) | Фирми с най-много продажби на телефони за първото тримесечие на 2016 г. (милиона броя) | Фирми с най-много продажби на телефони за първото тримесечие на 2016 г. (милиона броя) |
| -------------------------------------------------------------------------------------- | -------------------------------------------------------------------------------------- | -------------------------------------------------------------------------------------- |
| 1                                                                                      | Samsung                                                                                | 82,5                                                                                   |
| 2                                                                                      | Apple                                                                                  | 51,6                                                                                   |
| 3                                                                                      | Huawei                                                                                 | 28,9                                                                                   |
| 4                                                                                      | OPPO                                                                                   | 16,1                                                                                   |
| 5                                                                                      | Xiaomi                                                                                 | 14,8                                                                                   |
| 6                                                                                      | VIVO                                                                                   | 14,3                                                                                   |
| 7                                                                                      | LG                                                                                     | 13,5                                                                                   |
| 8                                                                                      | ZTE                                                                                    | 11,7                                                                                   |
| 9                                                                                      | Lenovo                                                                                 | 10,9                                                                                   |
| 10                                                                                     | TCL                                                                                    | 8,9                                                                                    |
| 11                                                                                     | Meizu                                                                                  | 5,5                                                                                    |
| 12                                                                                     | Micromax Mobile                                                                        | 5,0                                                                                    |
| 13                                                                                     | Sony                                                                                   | < 5,0                                                                                  |

| Държави с най-много продажби на телефони за първото тримесечие на 2016 г. (милиона броя) | Държави с най-много продажби на телефони за първото тримесечие на 2016 г. (милиона броя) |
| ---------------------------------------------------------------------------------------- | ---------------------------------------------------------------------------------------- |
| Китай                                                                                    | 111,1                                                                                    |
| Южна Корея                                                                               | 96                                                                                       |
| САЩ                                                                                      | 55                                                                                       |
| Индия                                                                                    | 5                                                                                        |
| Япония                                                                                   | < 5                                                                                      |

| Фирми с най-много продажби на телефони за първото тримесечие на 2020 г. (милиона броя) | Фирми с най-много продажби на телефони за първото тримесечие на 2020 г. (милиона броя) | Фирми с най-много продажби на телефони за първото тримесечие на 2020 г. (милиона броя) |
| -------------------------------------------------------------------------------------- | -------------------------------------------------------------------------------------- | -------------------------------------------------------------------------------------- |
| 1                                                                                      | Samsung                                                                                | 58,3                                                                                   |
| 2                                                                                      | Huawei                                                                                 | 49                                                                                     |
| 3                                                                                      | Apple                                                                                  | 36,7                                                                                   |
| 4                                                                                      | Xiaomi                                                                                 | 29,5                                                                                   |
| 5                                                                                      | VIVO                                                                                   | 24,8                                                                                   |
|                                                                                        | Други                                                                                  | 77,5                                                                                   |
|                                                                                        | Всичко                                                                                 | 275,8                                                                                  |

| Фирми с най-много продажби на телефони за второто тримесечие на 2020 г. (милиона броя) | Фирми с най-много продажби на телефони за второто тримесечие на 2020 г. (милиона броя) | Фирми с най-много продажби на телефони за второто тримесечие на 2020 г. (милиона броя) |
| -------------------------------------------------------------------------------------- | -------------------------------------------------------------------------------------- | -------------------------------------------------------------------------------------- |
| 1                                                                                      | Huawei                                                                                 | 55,8                                                                                   |
| 2                                                                                      | Samsung                                                                                | 53,7                                                                                   |

### Маршрутизатори и комутатори
Петте най-добри доставчици на маршрутизатори и комутатори според проучването на Global Service Provider Survey, юни 2015 г.:
1. Cisco Systems
2. Nokia Networks ( FRA Alcatel-Lucent)
3. Juniper Networks
4. Huawei Technologies
5. ZTE Corporation

## Използвана комуникационна техника
Тъй като технологията на комуникационното оборудване бързо се развива, операторите са принудени да гледат на използвано и ремонтирано телекомуникационно оборудване като по-евтина алтернатива за поддържането на техните мрежи. Пазарът на използвани телекомуникации се разшири бързо през последното десетилетие с предлагане на по-евтино употребявано и ремонтирано оборудване. То е оригинално и в края на експлоатацията оборудването може да бъде ремонтирано, за да поддържа платформи, вече използвани от оператори на глобалните телекомуникации. Използвайки излязло от употреба оборудване, операторите и крайните потребители често се стремят да пестят от части, които стават по-трудни за получаване.